# Gracilimus radix
Gracilimus radix є видом пацюків з Індонезії.

## Поширення й екологія
Відомий з типової місцевості: гора Гандангдевата, Рантепанко, Мамаса, Західне Сулавесі, Індонезія, на висоті 1571 метрів над рівнем моря. Його не збирали в інших місцях Сулавесі, де використовувалися подібні методи відбору проб. Цей вид споріднений з іншими пацюками, які мешкають лише на острові Сулавесі. Вид був знайдений у тропічних лісах нижньої гори.У вмісті шлунка були виявлені безхребетні тварини та рослинний матеріал.

## Загрози
Про загрози виду нічого не відомо. Ліс у єдиній відомій місцевості наразі перебуває в хорошому стані через місцеві культурні обмеження, проте ліс не має офіційної охорони з боку індонезійського уряду.